# سوق الخميس (حجة)

تعديل مصدري - تعديل

سوق الخميس هي مدينة ومركز مديرية مستباء بمحافظة حجة اليمنية، بلغ تعداد سكانها 708 نسمة حسب الإحصاء الذي أجري عام 2004.